# 邦明體育會
邦明社會文化和體育足球會，(Club Social, Cultural y Deportivo Blooming)，是玻利維亞的職業足球會，簡稱「綻放足球會」，於1946年5月1日成立。隊名中Blooming源自英語中的「綻放」，其代表著“重生”及“蓬勃發展”。

## 歷史
1946年，一群十幾歲的同學建立了一個青年、社交、體育和文化俱樂部，加強了他們的友誼，他們將這個俱樂部命名為「綻放」，顏色為淺藍色，意指“美州最純淨的天空”。
會議在朋友圈（獨立街）進行，當時和今天的傑出和熱情的有：Humberto Vaca Pereyra (+)、Humberto Olmos (+)、Mario Quintela Vaca Diez、Rodolfo Castedo、Juan Carlos Velarde (+)、Alberto Lozada Cuellar、Ángel Flores Aguilera (+)、Roque Candia，他們住在聖克魯斯市中心的舊金山教堂附近。這些朋友是佛羅里達國家學院 3rd C 的一部分。1949 年，同一個小組決定組建比較洛斯查巴卡諾斯，儘管時間已經過去，但他們今天仍然保持著這一地位。
應 Humberto Vaca Pereyra 的傳喚，第一次會面於1946年4 月的最後幾天在 Roque Candia Rodríguez（胡寧和阿亞庫喬之間的 Calle 21 de Mayo）的父母家中舉行，他們邁出了第一步並坐下. 最初的基地，留給下一次會議鞏固上述基地。
有幾位搬家者在藍天社有過一些經驗，但打算自己來一份。經過在不同的房子舉行了其他會議，試圖完善新團體的細節，1946年5月1日，一個新的俱樂部在聖克魯斯德拉謝拉正式誕生。
關於名稱，有幾個建議，但沒有達到預期，其中一個版本暗示了這樣一個事實，因此諮詢了被稱為 Roca 先生的英語老師 José Roca Arteaga，以便他提出合適的名字，這個版本被 Roca 先生的孩子們丟棄了，詳細說明他們於 1949 年來到聖克魯斯。另一個版本表明，將諮詢傑出的作家和教授 Hernando Sanabria，在審查了提案（Skyblue 和 Bloomfield）之後，出現了 Blooming 這個詞，當解釋其含義為“綻放”時(暗指“蓬勃發展”的新青年)，被所有人接受，而正是那個青年將聖克魯斯（當時是一個泥濘的街道和不到50,000居民的小鎮）帶到了一個新時代，
1951年，Saucedo、Castedo 和 Viera 提出了在 Blooming 的同一個腹部組建一個足球俱樂部的想法，該俱樂部將有組織、強大和強大，以抵消當時國家領域存在的巨大不平等. 這個想法必須向 Blooming 董事會公開，當時董事會由 Mario Quintela Vaca Diez 擔任主席，一旦聽到，他就非常高興地接受了整個董事會。
那是一種坎巴驕傲的吶喊，需要在全國演唱會上發聲，但當時還沒有人敢發出來。
偉大的故事邁出了第一步，綻放在不同的比賽中取得的好成績和不斷的勝利是決定性的，他決定在1953 年實現榮譽的飛躍，今天是 ACF 的第一個 通過致 Luis Iriarte Peña 協會主席的正式信函，要求在 Santa Cruz 足球隊內進行註冊，而無需通過晉級錦標賽，同樣的請求也由 Always Ready 俱樂部提出。聖誕老人的提議十字協會認為，申請者 Blooming 和 Always Ready 必須與上賽季的 La Esperanza 和 Junior 打出本壘打，如果他們排名第一，他們就會被錄取。
綻放(Blooming)，證實了球員的良好狀態，以絕對的功勞和權威獲得了本壘打的第一名，這使他有權進入名為西蒙玻利瓦爾杯的榮譽甲級聯賽。隨著入場的確定，球隊在梅爾喬羅哈斯的技術領導下開始了訓練，他是俱樂部的第一位官員。
襯衫的顏色是淺藍色，領子、袖子邊緣和口袋處有白色亮點，這種顏色與每天的日落和日出有關，短褲是白色的，襪子是白色的。襯衫是用布做的，每個球員都負責送他們自己做，還買褲子、長襪和長筒靴（靴子）。業餘的靈魂在它的所有維度中表現出來。創始人和發起人一次又一次地強調自豪感。與其他球隊如Club Destroyers一起「綻放」。

## 簡介
球會顏色為天藍、白和海軍藍。他們的主場是雷蒙球場，能容納38,000人，他們的宿敵是東方石油，亦是來自聖克魯斯區的。他們的打吡戰又稱為 "clásico cruceño"，有助於令球迷更熱情觀賞賽事。